# Verlieben, verloren, vergessen, verzeih’n
Verlieben, verloren, vergessen, verzeih’n ist ein Lied des deutschen Schlagersängers Wolfgang Petry. Der Song ist die erste Singleauskopplung seines gleichnamigen neunten Studioalbums Verlieben, verloren, vergessen, verzeih’n und wurde im Januar 1992 veröffentlicht. 2025 erfolgte eine Neuveröffentlichung zusammen mit der DFB-Frauen-Nationalmannschaft.

## Inhalt
Verlieben, verloren, vergessen, verzeih’n handelt von einer vergangenen Liebesbeziehung. Wolfgang Petry singt aus der Perspektive des lyrischen Ichs, dass er alles hatte und glücklich war, bevor er verlassen wurde. Er sehnt sich nach der gemeinsamen Zeit zurück, doch jetzt sei es zu spät und er müsse allein zurechtkommen, während seine Liebe mit einem anderen zusammen sei.

„Verlieben, verloren, vergessen, verzeih’n

Verdammt, war ich glücklich, verdammt, bin ich frei

Ich hatte doch alles, alles, was zählt

Aber ohne dich leben, jetzt ist es zu spät“

## Produktion
Der Song wurde von dem deutschen Musikproduzenten Helmuth Rüssmann zusammen mit Wolfgang Petry, der als Co-Produzent fungierte, produziert. Als Autoren fungierten Jean-Pierre Valance und Michael Buschjan.

## Single

### Covergestaltung
Das Singlecover zeigt Wolfgang Petry, der den Blick vom Betrachter aus gesehen nach links richtet. Er trägt eine Jeansjacke und hält eine Gitarre in der Hand. Links oben steht der weiße Schriftzug Wolfgang Petry, während sich der Titel Verlieben, verloren, vergessen, verzeih’n in Rot am unteren Bildrand befindet. Im Hintergrund ist Kopfsteinpflaster zu sehen.

### Titelliste
1. Verlieben, verloren, vergessen, verzeih’n – 3:29
2. Da sind diese Augen – 4:04
3. Verlieben, verloren, vergessen, verzeih’n (Maxi-Version) – 5:36

### Chartplatzierungen
Verlieben, verloren, vergessen, verzeih’n stieg am 30. März 1992 auf Platz 77 in die deutschen Singlecharts ein und erreichte sechs Wochen später mit Rang 28 die höchste Position. Insgesamt hielt es sich 20 Wochen lang in den Top 100. In Österreich und in der Schweiz konnte sich die Single dagegen nicht in den Charts platzieren. In den deutschen Single-Jahrescharts 1992 erreichte der Song Rang 92.
| ChartsChartplatzierungen | Höchstplatzierung | Wochen |
| ------------------------ | ----------------- | ------ |
| Deutschland (GfK)        | 28 (20 Wo.)       | 20     |

| ChartsJahrescharts (1992) | Platzierung |
| ------------------------- | ----------- |
| Deutschland (GfK)         | 92          |

### Verkaufszahlen und Auszeichnungen
Verlieben, verloren, vergessen, verzeih’n erhielt im Jahr 2023 in Deutschland für mehr als 250.000 verkaufte Einheiten eine Goldene Schallplatte.

| Land/Region        | Auszeichnungen für Musikverkäufe (Land/Region, Auszeichnung, Verkäufe) | Verkäufe |
| ------------------ | ---------------------------------------------------------------------- | -------- |
| Deutschland (BVMI) | Gold                                                                   | 250.000  |
| Insgesamt          | 1× Gold ·                                                              | 250.000  |